# Leopard Racing

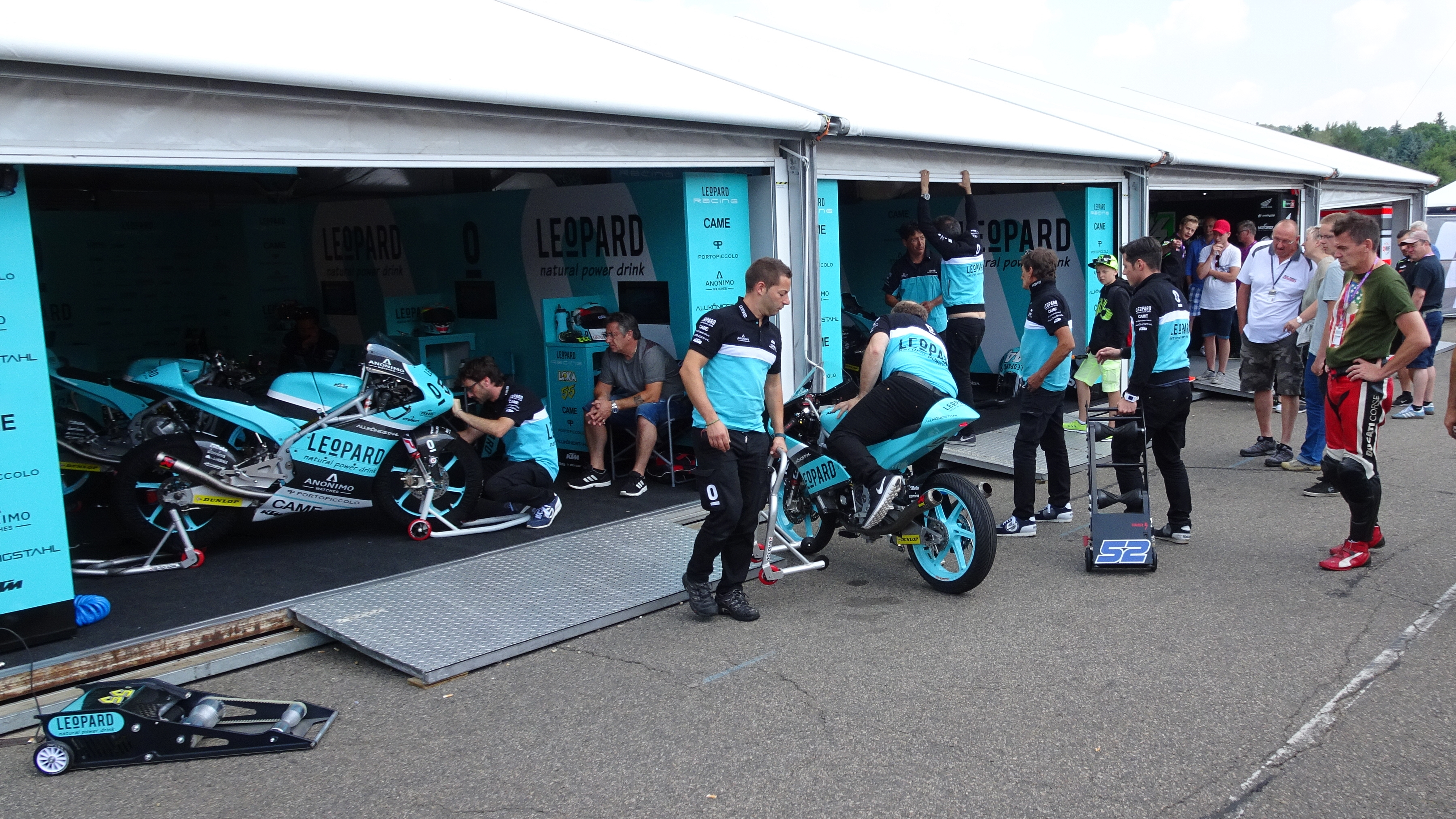
Leopard Racing am Sachsenring, 2016

Leopard Racing ist ein Motorradsport-Team aus Luxemburg, Italien und Deutschland, das seit 2015 in der kleinsten Klasse der Motorrad-Weltmeisterschaft auf Honda antritt. Die Fahrer in der Saison 2024 sind Adrián Fernández und Ángel Piqueras. Das Team tritt seit der Gründung auf Honda an, mit Unterbrechung 2016, als man auf KTM antrat.
Des Weiteren trat das Team Saison 2016 auf Kalex mit Danny Kent und Miguel Oliveira als Fahrern an, zog sich jedoch nach einer enttäuschenden Saison wieder zurück und übergab die Plätze an Kiefer Racing.
Anfangs war Stefan Kiefer als Teamchef tätig, dieser jedoch trennte sich nach dem Moto2-Ausstieg vom Team, um wieder sein eigenes zu leiten.

## Weltmeister
- 2015 –  Danny Kent, Moto3-Weltmeister auf Honda
- 2017 –  Joan Mir, Moto3-Weltmeister auf Honda
- 2019 –  Lorenzo Dalla Porta, Moto3-Weltmeister auf Honda
- 2023 –  Jaume Masiá, Moto3-Weltmeister auf Honda

## Moto3-Team-WM-Ergebnisse (seit 2018)
- 2018 – Dritter
- 2019 – Weltmeister
- 2020 – Weltmeister
- 2021 – Dritter
- 2022 – Zweiter
- 2023 – Zweiter
- 2024 – Fünfter

## Grand-Prix-Siege
| Saison | Klasse | Rennen                                                                                                  |
| ------ | ------ | --- |
| 2015   | Moto3  | USA-Texas Argentinien Spanien Katalonien Deutschland Vereinigtes Konigreich                             |
| 2016   | Moto3  | Osterreich                                                                                              |
| 2017   | Moto3  | Katar Argentinien Frankreich Katalonien Deutschland Tschechien Osterreich Aragonien Australien Malaysia |
| 2018   | Moto3  | Katalonien San Marino                                                                                   |
| 2019   | Moto3  | Katalonien Deutschland Vereinigtes Konigreich Japan Australien Malaysia                                 |
| 2020   | Moto3  | Tschechien Aragonien                                                                                    |
| 2021   | Moto3  | Italien Niederlande Aragonien San Marino Emilia-Romagna Valencia                                        |
| 2022   | Moto3  | Indonesien Vereinigtes Konigreich San Marino Thailand                                                   |
| 2023   | Moto3  | Argentinien Niederlande Indien Japan Katar                                                              |
| 2024   | Moto3  | San Marino                                                                                              |